# Thedinghauser Straße

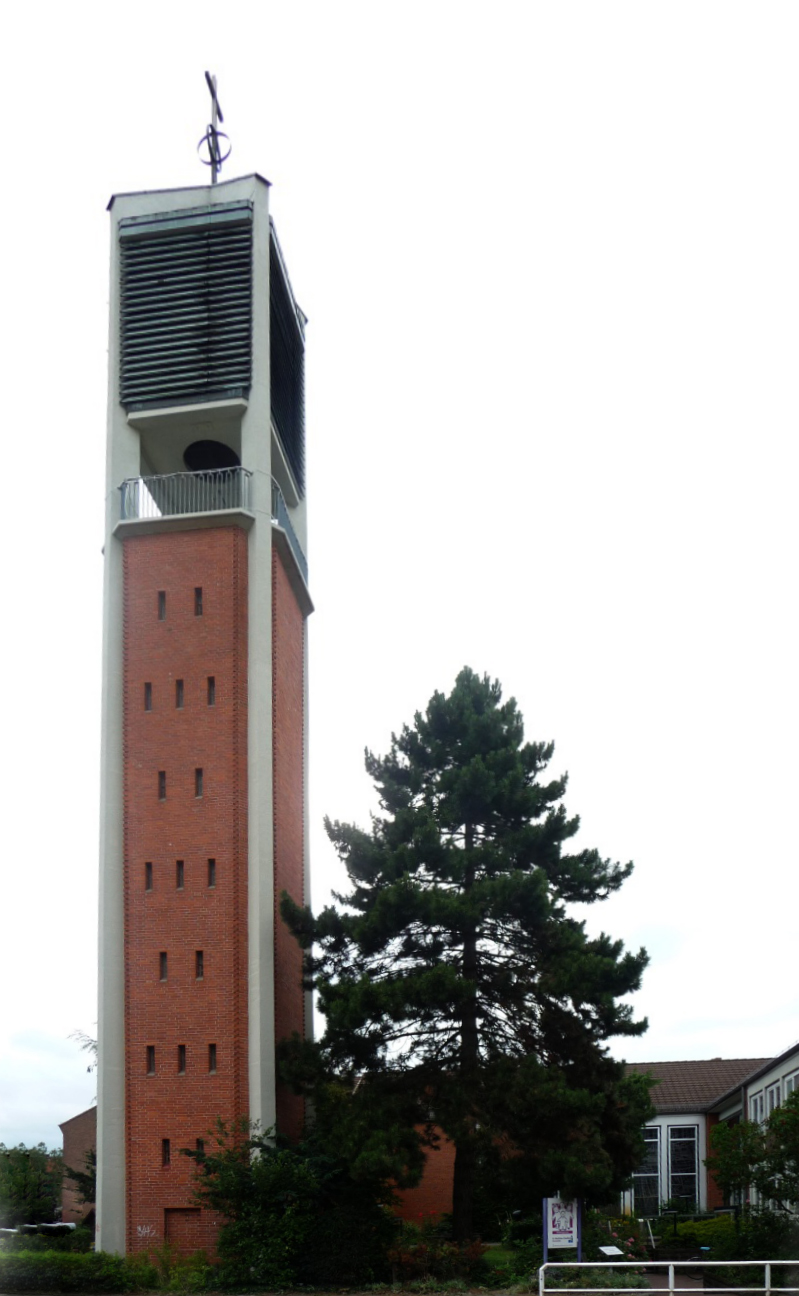
Nahe Matthias-Claudius-Kirche

Die Thedinghauser Straße ist eine historische Straße in Bremen Stadtteil Neustadt, Ortsteile  Südervorstadt und Gartenstadt Süd. Sie führt von der Erlenstraße / Friedrich-Ebert-Straße zum Kirchweg.
Die Querstraßen und Anschlussstraßen wurden oft benannt nach Philosophen (Philosophenviertel), Schriftstellern oder Feldherren und Schlachtenorten  u. a. als Erlenstraße nach dem Baum, Friedrich-Ebert-Straße (von 1914) nach dem Politiker (SPD) und ersten Reichspräsidenten, Hegelstraße nach Hegel, Schopenhauerstraße nach  Arthur Schopenhauer, Kantstraße nach Immanuel Kant, Ottostraße (1873) nach dem Grundstückseigner Otto Meyer, Nietzschetraße nach Friedrich Nietzsche, Raisingstraße (1873) nach dem Grundstückseigner Hermann Raising, Meyerstraße nach dem Bauunternehmer, Gottfried-Keller-Weg nach dem Schweizer Dichter, Waterloostraße nach der Schlacht bei Waterloo, Gustav-Freytag-Straße, Lobsienstraße nach dem Schriftsteller Wilhelm Lobsien, Karl-Lerbs-Straße 1956 nach dem Bremer Schriftsteller, Gottfried-Menken-Straße nach einem Theologen, Friedrich-Wagenfeld-Straße nach dem Schriftsteller, August-Hinrichs-Straße (1876) nach dem Schriftsteller und Kirchweg von 1865 nach der dortigen Kirche.

## Geschichte

### Name
Benannt ist die Straße 1905 nach dem Dorf Thedinghausen im Landkreis Verden. Sie ist Verwaltungssitz der Samtgemeinde Thedinghausen und hat rund 8100 Einwohner.

### Entwicklung
Im Ortsteil Südervorstadt stehen überwiegend Wohnhäuser/Reihenhäuser. Sie wurden um 1900 bis 1930 gebaut. Durch Luftangriffe von 1944/45 wurden einige Gebäude vernichtet.
Die daran anschließende Gartenstadt Süd wurde in den Jahren von 1957 bis 1960 durch die Gewoba um ein großes Neubaugebiet erheblich vergrößert. Die städtebauliche Planung erfolgte durch die Architekten Max Säume und Günther Hafemann. Diese Siedlung erhielt Wohngebäude in sachlicher Formensprache mit Scheibenhochhäuser und zumeist vier- und achtgeschossigen Zeilenbauten.

## Gebäude und Anlagen
An der Straße befinden sich u. a. zwei- bis achtgeschossige Bauten.
- Nr. 1 Ecke Friedrich-Ebert-Straße: 4-gesch. verputztes Wohn- und Geschäftshaus im Stil der Modernen von 1930/31 der gewerkschaftlichen Wohnungsbaugenossenschaft
- Nr. 2 bis 34: 2-gesch. verputzte Wohnhäuser
- Nr. 3 bis 17: 3 gesch. verputzte Wohnhäuser von nach 1960
- Nr. 21 bis 65: 3 gesch. verputzte Wohnhäuser
- Nr. 67/69: 2-gesch. verklinkerte Wohnhäuser der 1920er Jahre mit Erkern
- Nr. 40 bis 58: 3 gesch. verputzte Wohn- und auch Geschäftshäuser
- Ecke Meyerstraße 198: 3-gesch. Wohn- und Geschäftshaus mit Gaststätte aus den 1900/1910er Jahren mit klassizistischen Fassadenelementen
- Nt. 74: 1-gesch. Kinder- und Familienzentrum der Stadt mit Walmdächern und Rotsteinfassade
- Nr. 77 bis 85: 4 gesch. verputzte Wohnhäuser von um 1960
- Nr. 93/95: 3-gesch. Wohn- und Geschäftshaus von um 1960/70 und dahinter
  - Wilhelm-Raabe-Straße 1 Ecke Gustav-Freytag-Straße: Teil der Vereinigten Evangelische Gemeinde Bremen-Neustadt mit der Matthias-Claudius-Kirche von 1966 mit Klinkerfassade und freistehendem Turm nach Plänen von Jan Noltenius
- ab Nr. 76 bzw. Nr. 97 bis Kirchweg: Bauten der Gartenstadt Süd von 1957 bis 1960 als
  - Nr. 99 bis 107 als 4-gesch. verputzte Wohnhäuser mit Satteldächern
  - als sieben 4-gesch. verputzte Wohnhäuser mit Flachdächern und
  - als sechs 8-gesch. verputzte Wohnhochhäuser
  - Nr. 115: A: Rosencafé, B: Jugendfreizeitheim Neustadt
  - Nr. 111: Servicebüro Neustadt der Gewoba

Gedenktafeln
- Stolpersteine für die Opfer des Nationalsozialismus gemäß der Liste der Stolpersteine in Bremen:
  - Nr. 46 für Ernestine Rosenblum (1896–1942), Irmgard Rosenblum (1928–1942), Toni Rosenblum (1937–1942), alle in Minsk ermordet; Heinrich Rosenblum (1892–1938) ermordet in Bremen als Pogromopfer